# سنيدس
سنيدس (بالإنجليزية: Sneads)‏ هي مدينة أمريكية تقع في ولاية فلوريدا. تبلغ مساحة هذه المدينة 12 (كم²)،ويبلغ عدد سكانها 1919 نسمة حسب إحصاء سنة 2010 م 1919.تشير إحصاءات سنة 2000م بأن الكثافة السكانية في هذه المدينة تقدر بـ(159.9) نسمة/كم2 